# ラファエル・マルケス・マリアーノ
ラファエル・マルケス・マリアーノ（Rafael Marques Mariano, 1983年5月27日 - ）は、ブラジル・アララクアラ出身の元サッカー選手。現役時代のポジションはFW（センターフォワード）。
Jリーグ時代の登録名はラファエル。トルコ語名はラフェット・エル・マルケス (Rafet El Marques)。ブラジルポルトガル語により忠実なハファエウ・マルケスと表記されることもある。

## 経歴
2003年にAAポンチ・プレッタに入団後、SEパウメイラスなど複数のクラブを渡り歩いた。2006年、トルコに渡りサムスンスポルのサッカー部門に入団。翌2007年から2年間はマニサスポルでプレーし、この間にトルコ国籍を取得した。2008-09シーズンにはフィリップ・ホロシュコに続くチーム内2番目のリーグ戦12得点を挙げ、クラブの1年でのスュペル・リグ復帰に貢献。当時フェネルバフチェSK監督であったジーコから非公式に獲得のオファーを受けた。
2009年8月にJ1・大宮アルディージャへの加入が発表された。同年度シーズン終了までに14試合に出場して4得点を挙げた。2012年7月4日、昨季まで鹿島アントラーズを指揮していたオズワルド・オリヴェイラ率いるボタフォゴFRのメディカルチェックを受けるためブラジルに帰国することが発表された。
2014年1月には中国超級に復帰した河南建業足球倶楽部へ3年契約で移籍。翌年1月にパウメイラスに期限付き移籍で復帰すると、1年後には完全移籍に移行し2年契約を締結した。
2020年1月9日、ヴァンフォーレ甲府への加入が発表され、8年振りにJリーグへ復帰。伊藤彰監督の下、2020年シーズン開幕戦のFC町田ゼルビア戦でスタメンに起用される。8月12日のFC琉球戦で加入後初ゴールとなる先制点を挙げ、2-1での勝利に貢献する。リーグ戦23試合に出場し2得点を記録。シーズン終了後、契約満了により退団した。
2021年2月6日、カンピオナート・ブラジレイロ・セリエCへ降格となったボタフォゴSPへ加入することが発表された。

## 人物
COVID-19の影響でJリーグが中断していた2020年3月、大宮時代に東日本大震災を経験した当時を踏まえ日本への愛着を語った。

## 個人成績
| 国内大会個人成績 | 国内大会個人成績 | 国内大会個人成績 | 国内大会個人成績 | 国内大会個人成績 | 国内大会個人成績 | 国内大会個人成績 | 国内大会個人成績 | 国内大会個人成績 | 国内大会個人成績 | 国内大会個人成績 | 国内大会個人成績 |
| 年度             | クラブ           | 背番号           | リーグ           | リーグ戦         | リーグ戦         | リーグ杯         | リーグ杯         | オープン杯       | オープン杯       | 期間通算         | 期間通算         |
| 年度             | クラブ           | 背番号           | リーグ           | 出場             | 得点             | 出場             | 得点             | 出場             | 得点             | 出場             | 得点             |
| ブラジル         | ブラジル         | ブラジル         | ブラジル         | リーグ戦         | リーグ戦         | ブラジル杯       | ブラジル杯       | オープン杯       | オープン杯       | 期間通算         | 期間通算         |
| ---------------- | ---------------- | ---------------- | ---------------- | ---------------- | ---------------- | ---------------- | ---------------- | ---------------- | ---------------- | ---------------- | ---------------- |
| 2003             | ポンチ・プレッタ |                  |                  |                  |                  |                  |                  |                  |                  |                  |                  |
| 2004             | パウメイラス     |                  |                  |                  |                  |                  |                  |                  |                  |                  |                  |
| 2005             | インテル-SP      |                  |                  |                  |                  |                  |                  |                  |                  |                  |                  |
| 2005             | マリーリア       |                  |                  |                  |                  |                  |                  |                  |                  |                  |                  |
| トルコ           | トルコ           | トルコ           | トルコ           | リーグ戦         | リーグ戦         | トルコ杯         | トルコ杯         | オープン杯       | オープン杯       | 期間通算         | 期間通算         |
| 2006             | サムスンスポル   |                  | TFF1.リグ        | 15               | 9                |                  |                  |                  |                  |                  |                  |
| 2007             | マニサスポル     |                  | TFF1.リグ        | 27               | 4                |                  |                  |                  |                  |                  |                  |
| 2008             | マニサスポル     |                  | TFF1.リグ        | 29               | 12               |                  |                  |                  |                  |                  |                  |
| 日本             | 日本             | 日本             | 日本             | リーグ戦         | リーグ戦         | リーグ杯         | リーグ杯         | 天皇杯           | 天皇杯           | 期間通算         | 期間通算         |
| 2009             | 大宮             | 16               | J1               | 14               | 4                | -                | -                | 2                | 0                | 16               | 4                |
| 2010             | 大宮             | 10               | J1               | 23               | 8                | 4                | 2                | 2                | 3                | 29               | 13               |
| 2011             | 大宮             | 10               | J1               | 31               | 10               | 1                | 0                | 1                | 0                | 33               | 10               |
| 2012             | 大宮             | 10               | J1               | 15               | 2                | 4                | 0                | -                | -                | 19               | 2                |
| ブラジル         | ブラジル         | ブラジル         | ブラジル         | リーグ戦         | リーグ戦         | ブラジル杯       | ブラジル杯       | オープン杯       | オープン杯       | 期間通算         | 期間通算         |
| 2012             | ボタフォゴ       |                  |                  |                  |                  |                  |                  |                  |                  |                  |                  |
| 日本             | 日本             | 日本             | 日本             | リーグ戦         | リーグ戦         | リーグ杯         | リーグ杯         | 天皇杯           | 天皇杯           | 期間通算         | 期間通算         |
| 2020             | 甲府             | 9                | J2               | 23               | 2                | -                | -                |                  |                  |                  |                  |
| 通算             | ブラジル         | ブラジル         |                  |                  |                  |                  |                  |                  |                  |                  |                  |
| 通算             | トルコ           | トルコ           | TFF1.リグ        | 71               | 25               |                  |                  |                  |                  |                  |                  |
| 通算             | 日本             | 日本             | J1               | 83               | 24               | 9                | 2                | 5                | 3                | 97               | 29               |
| 通算             | 日本             | 日本             | J2               | 23               | 2                | -                | -                |                  |                  |                  |                  |
| 総通算           |                  |                  |                  |                  |                  |                  |                  |                  |                  |                  |                  |

## タイトル
マニサスポル
- TFF1.リグ : 2008-09

ボタフォゴ
- カンピオナート・カリオカ : 2013

パウメイラス
- コパ・ド・ブラジウ : 2015
- カンピオナート・ブラジレイロ・セリエA : 2016

クルゼイロ
- カンピオナート・ミネイロ : 2018